# Tàngara de dors olivaci
La tàngara de dors olivaci (Mitrospingus oleagineus) és un ocell de la família dels mitrospíngids (Mitrospingidae).

## Hàbitat i distribució
Habita la selva pluvial del sud-est de Veneçuela, oest de Guyana i nord del Brasil.